# Castell de Bellpuig
El Castell de Bellpuig era una fortificació medieval a la població rossellonesa de Bellpuig, en l'actual comuna de Prunet i Bellpuig. Les restes que es conserven mostren que estava envoltat per una murada flanquejada per torres cilíndriques, en una disposició que recorda la de Castellnou dels Aspres.
Les ruïnes estan situades a 772 m d'altitud, a la carena que separa les valls de la Ribera Ampla (tributària del Tec) i del Bulès (tributari de la Tet). Hom hi pot accedir per un camí que surt del santuari de la Trinitat, a uns quinze minuts a peu. La seva estratègica situació dalt d'un penyal li dona una extensa vista sobre les muntanyes del massís del Canigó, les Alberes, les Corberes i la costa del Rosselló i el Llenguadoc.